# Crew Dragon Freedom

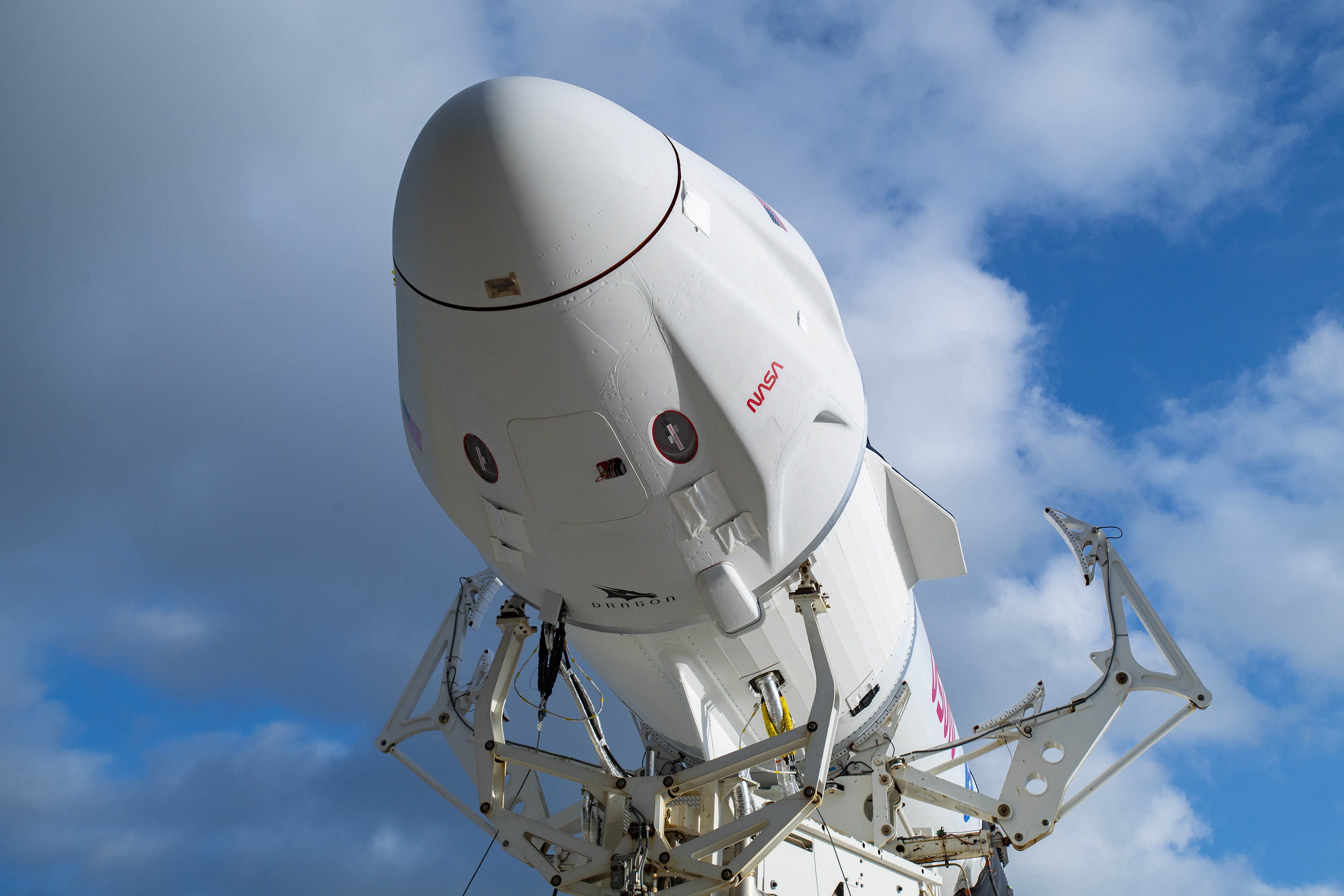

Le Crew Dragon Freedom (capsule Dragon C212) est un véhicule spatial Crew Dragon fabriqué et exploité par SpaceX et utilisé par le Programme d'équipage commercial de la National Aeronautics and Space Administration (NASA).

## Historique des vols
| Vol n° | Mission                                                       | Patch | Lancement         | Retour          | Équipage                                                              | Résultat |
| ------ | ------------------------------------------------------------- | ----- | ----------------- | --------------- | --------------------------------------------------------------------- | -------- |
| 1      | SpaceX Crew-4                                                 |       | 27 avril 2022     | 14 octobre 2022 | Kjell N. Lindgren Robert Hines Samantha Cristoforetti Jessica Watkins | Succès   |
| 1      | Cinquième vol opérationnel vers l'ISS.                        |       |                   |                 |                                                                       |          |
| 2      | SpaceX Axiom Space-2                                          |       | 21 mai 2023       | 31 mai 2023     | Peggy Whitson John Shoffner Ali Al-Qarni Rayyanah Barnawi             | Succès   |
| 2      | Deuxième vol privé vers l'ISS.                                |       |                   |                 |                                                                       |          |
| 3      | SpaceX Axiom Space-3                                          |       | 18 janvier 2024   | 9 février 2024  | Michael López-Alegría Walter Villadei Alper Gezeravcı Marcus Wandt    | Succès   |
| 3      | Troisième vol privé vers l'ISS.                               |       |                   |                 |                                                                       |          |
| 4      | SpaceX Crew-9                                                 |       | 28 septembre 2024 | 18 mars 2025    | Nick Hague Alexander Gorbounov Barry Wilmore Sunita Williams          | Succès   |
| 4      | Vol opérationnel vers l'ISS. Retour de l'équipage de Boe-CFT. |       |                   |                 |                                                                       |          |